# Johann Geiler von Kaisersberg

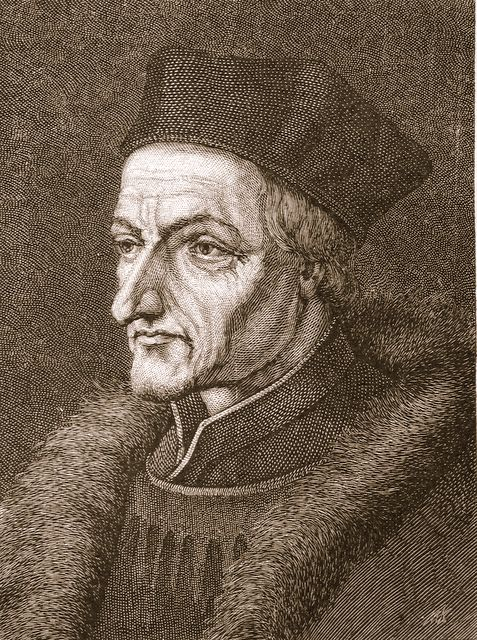
Johann Geiller von Kaisersberg

Johann Geiler, även kallad von Kayserberg, född 16 mars 1445 i Schaffhausen och död 10 mars 1510 i Strasbourg, var en schweizisk teolog.
Geiler var predikant i Strassburg och blev berömd för sina folkliga, av en burlesk humor präglade predikningar, i vilka han oförskräckt gisslade kyrkans svagheter. Med all sin skarpa kritik av denna och krav på reformering var dock Geiler trogen den katolska kyrkan.